# William Mollerup

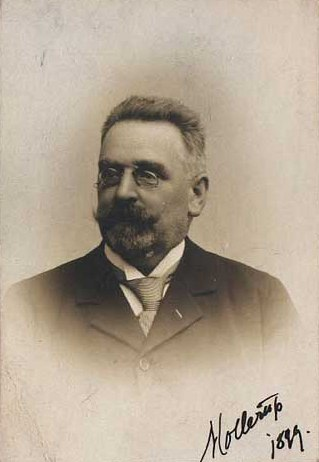
William Mollerup 1899.

Arthur William Julius Mollerup, född 19 september 1846 i Köpenhamn, död 23 april 1917 i Klampenborg, var en dansk historiker. 
Mollerup tog 1880 filosofie doktorsgrad, blev 1896 direktör för Nationalmuseets andra avdelning och 1898 för den kronologiska samlingen på Rosenborgs slott samt ordförande i styrelsen för Nationalhistoriska museet på Frederiksborg och hade flera andra offentliga förtroendevärv, men avsattes 1910 efter upptäckten av ett betydligt underslev, som ådrog honom ett års straffängelse. Dessförinnan hade han utvecklat en omfattande och betydande författarverksamhet. Han tog viktig del i utarbetningen av supplementet till "Regesta danica" samt i utgivandet av "Frederik I:s Registranter" (1879) och "Danske Kancelliregistranter 1535–50" (1882). Dessutom författade han Danmarks Forhold til Lifland 1346–1561 (1880; tysk översättning 1884), Billeættens Historie, I (till 1596, 1893; II författades av Frederik Meidell) samt i "Danmarks Riges Historie", III, tidsskedet 1536–88 (1906). Han hade även lett viktiga utgrävningar av medeltida ruiner, som Gurre slott, Hammershus och Vordingborgs slott. Under sina sista år sysselsatte han sig med 1600- och 1700-talens danska kulturhistoria och utgav Vildskud (1917), en studie över äldre stadsliv.